# Domenico Zanetti

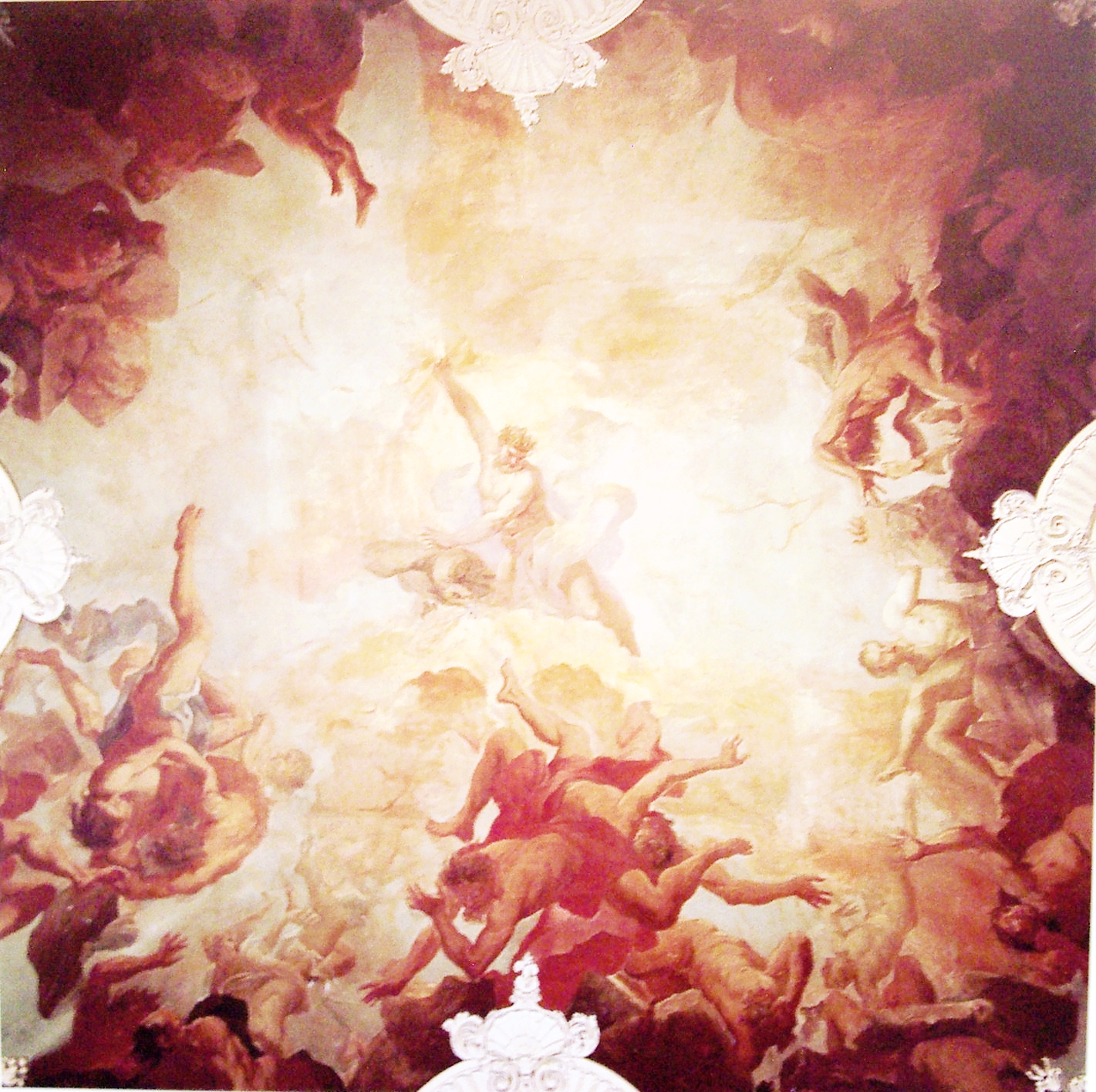
Sturz der Giganten (Schloss Bensberg)

Domenico Zanetti (geboren in Bologna, tätig nach 1694; gestorben nach 1712) war ein venezianischer Maler.

## Werk
Seine Werke wurden vor allem auch in Deutschland bekannt, da er wie manche venezianischen Dekorations- und Wandmaler wie etwa Antonio Bellucci oder Giovanni Antonio Pellegrini für die Ausstattung in Schlössern engagiert wurde. Einige seiner Gemälde befanden sich in der Gemäldegalerie Düsseldorf. Im ehemaligen Treppenhaus des Schlosses Bensberg, dem heutigen Zanetti-Saal, malte er das Kuppelfresko. Es zeigt den Sturz der Giganten.